# Бюст-паметник на Яко Доросиев
Бюст-паметникът на Яко Доросиев е скулпурен паметник, направен през 1968 г. в град Копривщица.
Състои се от гранитен пиедестал и бронзов бюст с размери 80/70/30 см. Бюстът е дело на професор Иван Фунев, а пиедестала е от копривщенския каменолец Атанас Юруков и има размери 180/50/50 см. Намира се в двора на къща музей „Яко Доросиев“, превърнат през 2012 г. в Музей на просветното дело.
Яко Доросиев е организационен секретар на ЦК на БКП, самоубил се в София на 26 март 1925 г.
Музеят на просветното дело и паметника се стопанисват от Дирекцията на музеите в града. Намират се в съседство с родния дом на Георги Бенковски. 